# Châteaurenard (Delta Rodanu)
Châteaurenard – miejscowość i gmina we Francji, w regionie Prowansja-Alpy-Lazurowe Wybrzeże, w departamencie Delta Rodanu.
Według danych na rok 1990 gminę zamieszkiwało 11 790 osób, a gęstość zaludnienia wynosiła 337 osób/km² (wśród 963 gmin regionu Prowansja-Alpy-W. Lazurowe Châteaurenard plasuje się na 53. miejscu pod względem liczby ludności, natomiast pod względem powierzchni na miejscu 277.).